# R&S Records
R&S Records è un'etichetta discografica indipendente belga, fondata nel 1984 a Gent (Gand) in Belgio e ora con sede a Londra, Regno Unito, conosciuta per aver scoperto un certo numero di artisti di musica elettronica.